# Jazz Raycole
Jazz Raycole (Stockton (Californië), 11 februari 1988), geboren als Jazzmine Raycole Dillingham, is een Amerikaanse actrice en danseres.

## Biografie
Raycole begon op vierjarige leeftijd met het nemen van danslessen en danste in verschillende competities.
Raycole begon in 1995 met acteren als stemactrice in de film Babe, waarna zij nog meerdere rollen speelde in films en televisieseries. Zij speelde in onder anderen My Wife and Kids (2001-2002) en Jericho (2006-2008). Voor haar rol in de televisieserie My Wife and Kids werd zij in 2006 genomineerd voor een Young Artist Award in de categorie Beste Optreden door een Jeugdige Actrice in een Televisieserie.

## Filmografie

### Films
- 2019 Ghosting: The Spirit of Christmas - als Mae
- 2014 Mom and Dad Undergrads - als Eve
- 2011 Brave New World - als Hillary King
- 1995 Waiting to Exhale - als Onika Harris
- 1995 Babe - als puppy (stem)

### Televisieseries
Uitgezonderd eenmalige gastrollen.
- 2022 The Lincoln Lawyer - als Izzy Letts - 11 afl.
- 2020 Council of Dads - als Sage - 3 afl.
- 2019 I Ship It - als Winnie - 4 afl.
- 2017-2018 The Quad - als Sydney Fletcher - 17 afl.
- 2015 Vanity - als Zoe - 10 afl.
- 2012-2014 The Soul Man - als Lyric Ballentine - 15 afl.
- 2010 First Day - als Paige - 7 afl.
- 2009 Eastwick - als Justine - 2 afl.
- 2006-2008 Jericho - als Allison Hawkins - 14 afl.
- 2005-2008 Everybody Hates Chris - als Lisa - 4 afl.
- 2006-2007 The Office US - als Melissa Hudson - 2 afl.
- 2001-2002 My Wife and Kids - als Claire Kyle - 12 afl.